# Наука и здоровье с Ключом к Священному Писанию
Нау́ка и здоро́вье с Ключо́м к Свяще́нному Писа́нию (англ. Science and Health with Key to the Scriptures) — «учебник» и священный текст религиозной организации «Христианская наука», написанный её основательницей Мэри Бейкер-Эдди, считавшей его своим главным творением. Она начала свою работу над ним в феврале 1872 года, а первое издание вышло в 1875 году. Всего в мире было продано свыше 10 миллионов экземпляров, а книга пережила более четырёхсот изданий.
Эдди со своей книгой вошла в список «75 книг от женщин, чьи слова изменили мир», составленный Женской национальной книжной ассоциацией США к своему 75-летию.

## Структура
Книга разбита на три основных части:
- Описание собственно «Христианской науки» и переинтерпретация различных аспектов традиционного христианства. Здесь Эдди пишет о своём понимании молитвы, сущности Бога, Евхаристии, брака и прочих аспектов. Здесь же она выступает резко против месмеризма (т. н. животного магнетизма) и гипноза, противопоставляя им свою вновь открытую «науку». Одной из целей Христианской науки провозглашается возвращение к идеалам раннего христианства с присущим ему элементом целительства; в дальнейшем эта цель подтверждается и в Руководстве[K 3] Материнской церкви[5].
- «Ключ к Писаниям»: толкование книги Бытия и Апокалипсиса. Здесь же помещён глоссарий библейских терминов в интерпретации Эдди, существенно отличающейся от общехристианского[6].
- «Плоды». В этой части, изначально добавленной в 226 издании книги[7] (1902 год) и полностью изменённой в 1906-7 годах[8], на 100 страницах помещены свидетельства исцелений, якобы произошедших в результате чтения «Науки и здоровья» (всего 84 письма). Среди недугов перечисляются в том числе различные зависимости, астма, сломанные кости, катаркта, глухота, рак, ревматизм. В 50 случаях упоминается предварительное посещение врача.

## Религиозное использование

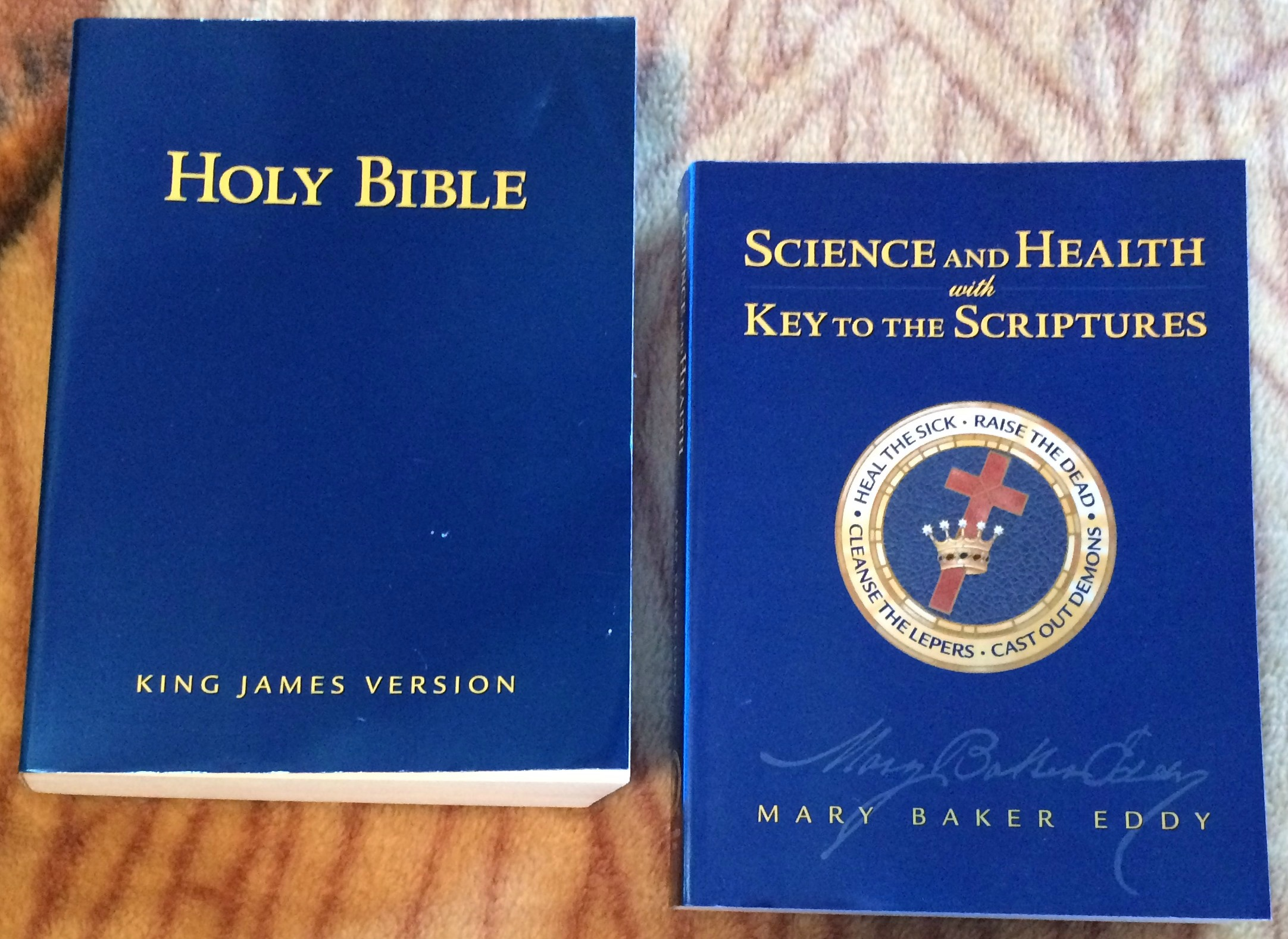
Библия короля Якова (слева) и «Наука и здоровье».

По сравнению с другими священными текстами, книга «Наука и здоровье» занимает совершенно особое место в собственной религии. Во-первых, это учебник, по которому верующие могут изучать Христианскую науку. А во-вторых, вместе с Библией «Наука и здоровье» является двуединым, внетелесным священником Сайентистской церкви Христа, что зафиксировано в Руководстве (статья 14).
В трудах Эдди можно обнаружить намёки на то, что она сама считала «Науку и здоровье» боговдохновенной. В 1895 году она рукоположила обе книги во священники для Материнской церкви и для всех её филиалов, и в этом качестве они продолжают использоваться и по сей день.

#### Доступность
Для более активного продвижения Христианской науки, в 1899 году начали открываться так называемые читальни Христианской науки, в которых можно ознакомиться и приобрести «Науку и здоровье» или иную литературу издательского дома Христианской науки. Они служат также местом личной молитвы и читальным залом для всех желающих узнать побольше об учении Эдди.
Сегодня книга бесплатно доступна онлайн в текстовом и аудио-формате, а также работает платный образовательный ресурс «Конкорд» (англ. Concord, названный так в честь столицы штата Нью-Гэмпшир, где долгое время жила Эдди), где помимо «Науки и здоровья» доступны Библия, гимнал Христианской науки и менее известные работы Эдди.

## Переводы

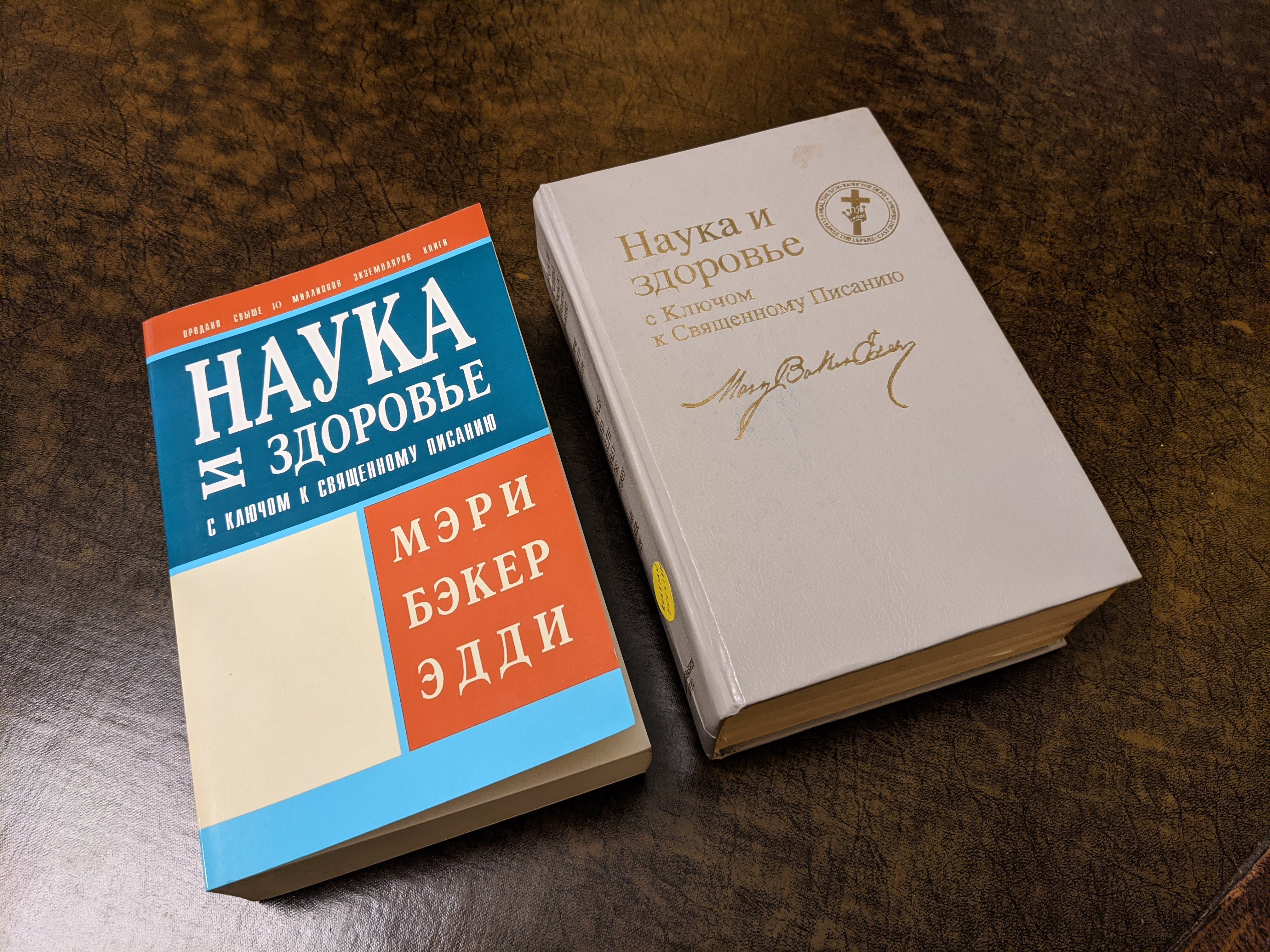
Русские переводы «Науки и здоровья».

В отличие от Библии, которая свободно переводится на новые языки, «Наука и здоровье» следует принципу, схожему с Кораном: сущностью книги признаётся не только её содержание, но также форма (английский язык из-под пера Эдди) и формат изложения (то есть распределение текста по главам, застывшая нумерация строк и страниц и так далее) В связи с этим, при переводе на иностранный язык страница с английским текстом располагается на одном развороте с идентичной по содержанию страницей на целевом языке. Нумерация страниц при этом не изменяется, и таким образом переводы «Науки и здоровья» при номинальном сохранении такого же объёма в реальности оказываются в два раза толще английской версии. Исключение составляет раздел «Плоды»: эта часть «Науки и здоровья» при переводе даётся обычно только на языке перевода, без английского оригинала (видимо, это связано с тем, что свидетельства, составляющие раздел, не были написаны Эдди лично).
Всего книга была переведена на 16 языков, а также английский брайль.

#### Комментарии
1. ↑  Изначально Эдди позиционировала свою книгу сугубо как прикладное руководство по исцелению недугов.
2. ↑  По заявлению на обложке печатного издания (см. фотографию).
3. ↑  Руководство Материнской церкви (англ. Manual of the Mother Church) — основополагающий текст Сайентистской церкви Христа, регулирующий её административную и приходскую жизнь.